# دیاموند دی‌ای۴۲
 هواپیمای دیاموند دی‌ای۴۲ ستاره دوقلو یک هواگرد چهار نفره، دو موتوره ملخی چند منظوره است که توسط صنایع هواپیماسازی دیاموند اتریش توسعه و تولید یافته‌است. . این هواپیما اولین طراحی شرکت دیاموند و همچنین اولین هواپیمای جدید دو موتوره اروپایی در رده خود بود که طی بیش از ۲۵ سال ساخته شد. در سال ۲۰۰۴، DA42 به اولین هواپیمای دیزل بال ثابت تبدیل شد که یک سفر بدون توقف از اقیانوس اطلس شمالی عبور کرد.

## مشخصات (DA42 Twin Star)
داده‌ها از Type Certificate Data Sheet, Flying Magazine.
ویژگی‌های عمومی
- خدمه: 1 pilot
- ظرفیت: 3 passengers
- طول: ۸٫۵۶ متر (۲۸ فوت ۱ اینچ)
- پهنای بال: ۱۳٫۴۲ متر (۴۴ فوت ۰ اینچ)
- ارتفاع: ۲٫۴۹ متر (۸ فوت ۲ اینچ)
- مساحت بال‌ها: ۱۶٫۲۹ متر مربع (۱۷۵ فوت مربع)
- وزن خالی: ۱٬۲۵۱ کیلوگرم (۲٬۷۶۱ پوند)
- وزن ناخالص: ۱٬۷۰۰ کیلوگرم (۳٬۷۴۸ پوند)
- پیشرانه: ۲ عدد موتور دیزل توربوشارژ Austro، ۱۲۵ کیلووات (۱۶۸ اسب بخار) در هر موتور

عملکرد
- حداکثر سرعت: ۳۵۶ کیلومتر بر ساعت (۲۲۲ مایل بر ساعت، ۱۹۳ گره)
- بُرد: ۱٬۶۹۳ کیلومتر (۱٬۰۵۵ مایل، ۹۱۷ مایل دریایی)
- حداکثر ارتفاع: ۵٬۴۸۶ متر (۱۸٬۰۰۰ فوت)
- نرخ صعود: ۶٫۵ متر بر ثانیه (۱٬۲۸۰ فوت بر دقیقه)